# Giovanni di Fécamp
(Giovanni di Fécamp, Confessio fidei III, 12)
Giovanni di Fécamp (Ravenna, 990 circa – Fécamp, 22 febbraio 1078) fu uno scrittore benedettino che si distinse per gli scritti ascetici precursori di quelli di san Bernardo. Era detto Johannellinus, per via della sua bassa statura.
Seguì in Francia lo zio Guglielmo da Volpiano che nel 1017 lo nominò priore dell'abbazia di Fécamp, in Normandia, e nel 1028 abate della stessa, incarico che ricoprì per cinquant'anni, fino alla sua morte, facendo di Fécamp il terzo polo della riforma cluniacense, dopo le abbazie di Fruttuaria e Digione.
Nel 1053 incontrò a Roma il papa Leone IX che lo costituì legato apostolico.
Tra i suoi scritti, che talvolta firmava come Peccator o Johannes pauper, si ricordano le Mediationes, la Confessio fidei (1050), la Confessio theologica (1018-1028), scritta per difendersi dall'accusa di eterodossia, il De usu psalmorum oltre a diverse raccolte di orazioni. Fu un ottimo padre spirituale per molti, tra cui l'imperatrice Agnese, appoggiò Guglielmo duca di Normandia nella sua conquista al trono d'Inghilterra, fornendogli uomini e navi per la battaglia di Hastings; allo stesso tempo, tuttavia, durante tutta la sua vita non esitò a schierarsi dalla parte dei poveri, rimproverando i potenti che li sopraffacevano.